# Wir warten auf’s Christkind...
Wir warten auf's Christkind... – album niemieckiego zespołu punkrockowego Die Toten Hosen, wydany w 1998 roku. 

## Lista utworów
1. „Ave Maria” − 1:56
2. „Stille Nacht, heilige Nacht” − 1:50
3. „Ihr Kinderlein kommet” − 1:40
4. „Oh Tannenbaum” − 1:20
5. „Merry X-Mas Everybody” (Jim Lea, Noddy Holder) − 3:19 (Slade cover)
6. „Weihnachtsmann vom Dach” (von Holst/Frege) − 4:02
7. „Auld Lang Syne” − 2:32
8. „The Little Drummer Boy” − 3:49
9. „Leise rieselt der Schnee” − 2:55
10. „Alle Jahre wieder” − 1:28
11. „Frohes Fest” (von Holst/Frege) − 3:41
12. „White Christmas” (Irving Berlin) − 3:49 (Bing Crosby cover)
13. „Weihnachten bei den Brandts” (Breitkopf/Frege) − 3:42
14. „Hark! The Herald Angels Sing” − 2:20
15. „We Wish You a Merry Christmas” − 3:07
16. „In Dulci Jubilo” (Medley: Jubilo, Oh du Fröhliche, Vom Himmel hoch...) − 5:28
17. „Happy Xmas (War Is Over)” (John Lennon/Yoko Ono) − 2:38 (John Lennon cover)
18. „Jingle Bells” − 3:09
19. „I Wish It Could Be Christmas Every Day” (Roy Wood) − 3:52 (Wizzard cover)
20. „Still, still, still” − 1:28

## Dodatkowe utwory na reedycji z 2007
1. „The Little Drummer Boy (unplugged)” – 2:42
2. „Auld Lang Syne (unplugged)” – 3:17
3. „Alle Jahre wieder” – 1:30
4. „Leise rieselt der Schnee” – 1:33
5. „Jingle Bells (Dub Version)” – 5:34

## Single
- 1998 „Weihnachtsmann vom Dach”
- 1999 „Auld Lang Syne”

## Wykonawcy
- Campino – wokal
- Andreas von Holst – gitara
- Michael Breitkopf – gitara
- Andreas Meurer – gitara basowa
- Wolfgang Rohde – perkusja
- Vom Ritchie – perkusja

## Listy przebojów
| rok  | kraj       | Pozycja |
| ---- | ---------- | ------- |
| 1996 | Niemcy     | 4       |
| 1996 | Szwajcaria | 2       |
| 1996 | Austria    | 25      |